# Przysięga Witolda (obraz Jana Styki)

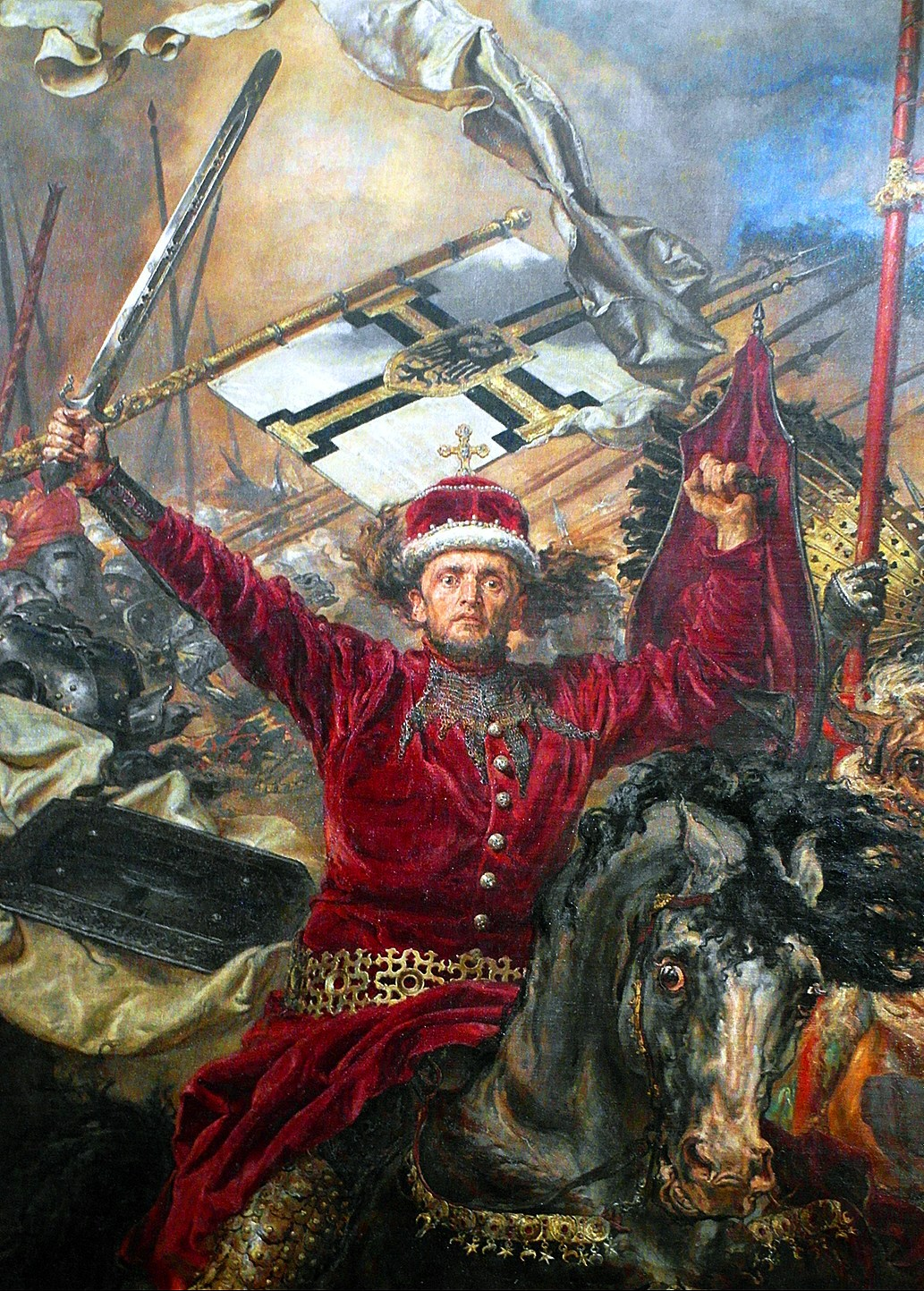
Książę Witold na obrazie Bitwa pod Grunwaldem autorstwa Jana Matejki

Przysięga Witolda (lit. Vytauto priesaika) – obraz olejny namalowany przez polskiego malarza i ilustratora Jana Stykę w 1901 roku, znajdujący się w zbiorach Muzeum Wojskowego im. Witolda Wielkiego w Kownie.
Szkic do obrazu powstał podczas pobytu Styki u hrabiego Benedykta Henryka Tyszkiewicza w Czerwonym Dworze, a sam obraz, nawiązujący do wydarzenia z 1362 roku, powstawał w Paryżu przez ponad rok.

## Opis
Symboliczny obraz Jana Styki jest gloryfikacją Witolda Kiejstutowicza (od 1401 roku wielkiego księcia litewskiego), przedstawionego w otoczeniu kilku czołowych przedstawicieli dynastii Giedyminowiczów, władającej Litwą od XIII wieku, z której wywodzą się Jagiellonowie.
Litwini na obrazie charakteryzują się (poza wyjątkami) niezwykłymi jak na rok 1362 ubiorami i uzbrojeniem. Centralną postacią jest książę Witold na białym koniu, który z mieczem i tarczą w uniesionych dłoniach przysięga zemstę Krzyżakom za spalenie przez nich zamku w Kownie widocznym w tle po drugiej stronie rzeki. Po prawej stronie książę Jagiełło (późniejszy król Polski), w szyszaku i z uniesionym mieczem patrzy na płonący zamek. Za Witoldem znajdują się Olgierd (ojciec Jagiełły) i Kiejstut (ojciec Witolda), w stalowych zbrojach oraz Skirgiełło (brat Jagiełły), w nowożytnym stroju szlacheckim. Na bliższym planie po lewej stronie obrazu znajdują się Zygmunt (brat Witolda), w fantazyjnym hełmie i chorągwią w dłoni, oparty o konia Świdrygiełło (brat Jagiełły), oraz żmudzki wojownik w zbroi łuskowej i hełmie z nosalem symbolizujący nieustanne niszczycielskie wyprawy Krzyżaków na ten region. Obok Witolda stoi kapłan kriwe co ma podkreślać pogański charakter ówczesnego państwa litewskiego. 
Scena namalowana przez Stykę nie jest faktem historycznym, bo Witold miał kilka lat, a Jagiełło być może jeszcze się nie urodził, kiedy Krzyżacy zdobywali Kowno w 1362 roku. Obraz w niektórych szczegółach nawiązuje do monumentalnej Bitwy pod Grunwaldem autorstwa Jana Matejki: postać Witolda ukazana jest w sposób niemal identyczny a Jagiełło oprócz miecza w dłoni ma też drugi za pasem, co jest odniesieniem do dwóch nagich mieczy grunwaldzkich.